# Creuza Pereira
Cleusa Pereira do Nascimento (Salgueiro, 10 de julho de 1936), popularmente conhecida como Dona Creuza é uma professora e política brasileira, ex-prefeita de Salgueiro e ex-deputada federal pelo Partido Socialista Brasileiro (PSB).
Eleita em 1992 a primeira prefeita de Salgueiro, e consequentemente a primeira mulher a chefiar o executivo de uma cidade do sertão pernambucano. Na eleição de 2000, foi conduzida novamente ao comando do executivo de Salgueiro. Reeleita em 2004, com 12.257 votos. Marcones Libório, seu vice na gestão 2001-2008, foi eleito seu sucessor em 2009.
Em 2014 candidatou-se à uma vaga na Câmara dos Deputados, recebeu 24.775 votos, alcançando a quinta suplência da coligação. Após a nomeação de quatro deputados para compor o secretariado do governado Paulo Câmara e três deputados para o ministério do governo Michel Temer, assume a vaga de deputada aos 79 anos.
Nas eleições de 2016, foi candidata a vice-prefeita de Salgueiro pela coligação Frente Popular de Salgueiro, tendo Marcelo Sá (PSB) como cabeça de chapa. Terminou a disputa na segunda colocação.